# Аржизан
Аржизан (фр. Arjuzanx) насеље је и општина у југозападној Француској у региону Аквитанија, у департману Ланд која припада префектури Мон де Марсан.
По подацима из 2011. године у општини је живело 213 становника, а густина насељености је износила 7,29 становника/km². Општина се простире на површини од 29,2 km². Налази се на средњој надморској висини од 62 метара (максималној 103 m, а минималној 41 m).

## Демографија
| 1962. | 1968. | 1975. | 1982. | 1990. | 1999. | 2011. |
| ----- | ----- | ----- | ----- | ----- | ----- | ----- |
| 224   | 294   | 238   | 228   | 229   | 214   | 213   |

График промене броја становника у току последњих година